# Buničina

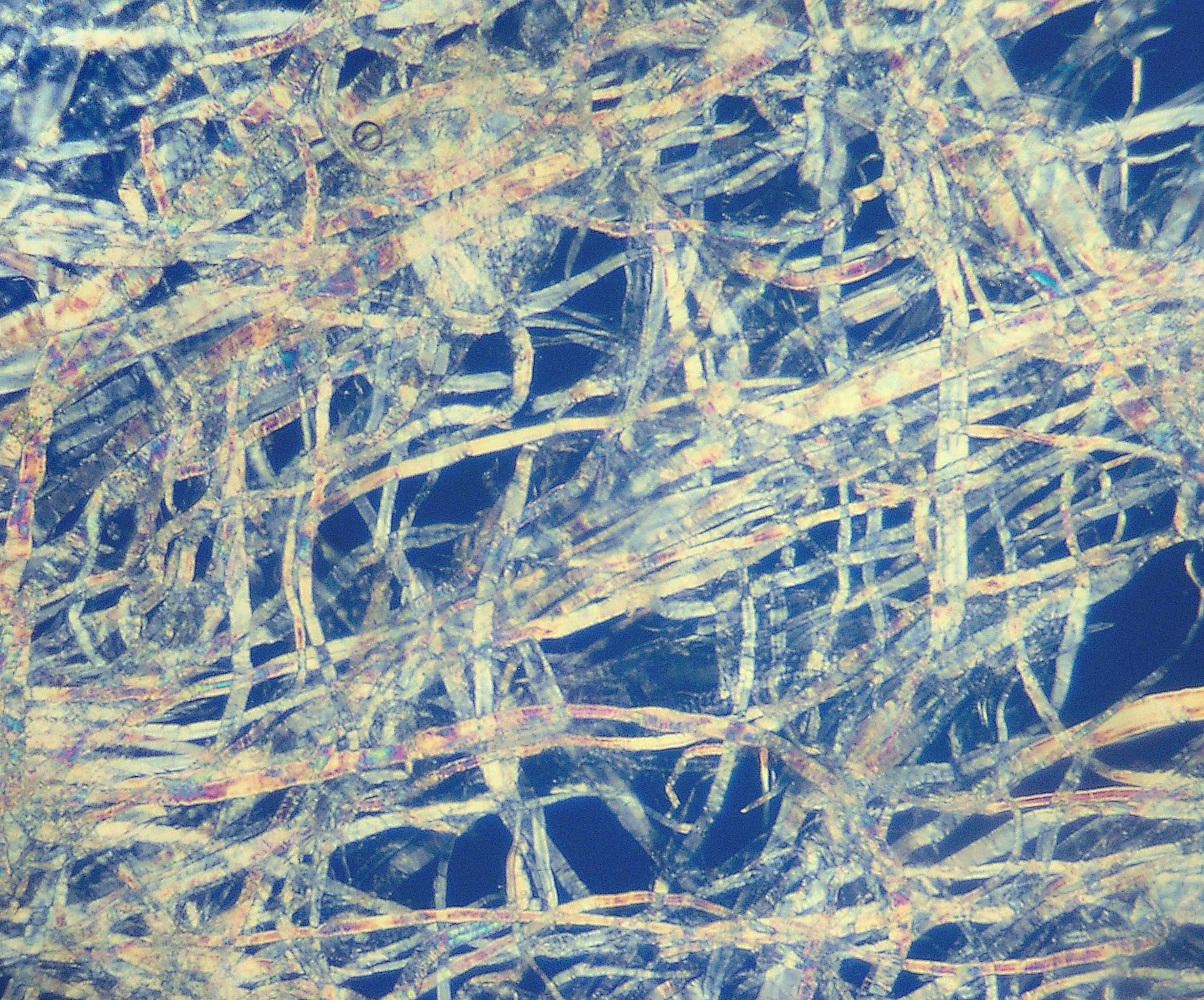
200krát zvětšený detail papírové tašky

Buničina je nejčastější materiál používaný na výrobu papíru. Vyrábí se jak z jednoletých rostlin (kenafu, bavlny, lnu atp.), tak i víceletých (prakticky ze dřeva všech stromů – ve střední Evropě je z nich nejpoužívanější smrk). Jedná se o chemický proces, při kterém je hlavní snahou nepoškodit molekuly celulózy v rostlinném vlákně (obvykle tvořeném buněčnou stěnou) a naopak rozrušit látky, které způsobují pevnost rostliny (ve dřevě jde o lignin).

## Výroba buničiny
Výroba má několik fází:
1. Nejdřív je ze stromu odstraněna kůra. To se může udělat bez vody nebo s ní (mokré loupání). Kůra je obvykle použita jako palivo při výrobě celulózy a papíru.
2. Poté se dřevo naštěpkuje.
3. V dalším kroku se štěpky obvykle skladují na haldách, aby došlo k biologickým procesům, které naruší strukturu ligninu.
4. Následně dojde k provaření štěpek. To lze udělat více způsoby. Základními jsou kyselý a zásaditý proces:
  - Při kyselém – sulfitovém – procesu je základem várky oxid siřičitý spolu s oxidem vápenatým či oxidem hořečnatým. Proces probíhá při pH 1–2 a až za teploty 140 °C. Vyrobená buničina má poměrně vysokou bělost, ale o něco nižší pevnost (ve srovnání se sulfátovou buničinou). Při procesu dochází ke kyselé hydrolýze celulózy i hemicelulóz, čímž vznikne množství jednoduchých cukrů. Tyto cukry se mohou využít pro výrobu kvasnic z odpadních vod. V ČR se sulfitová buničina v současnosti vyrábí jen v Paskově (poblíž Frýdku-Místku).
  - Při zásaditém – sulfátovém – procesu se jako základní chemikálie používají sulfid sodný a hydroxid sodný. Varné pH se může blížit až hodnotě 13 a dosahuje se teplot až ke 170 °C. Vzniklá buničina vyniká výbornými pevnostními vlastnostmi a používá se pro mechanicky namáhané papíry (například pro pytlový). Jako vedlejší produkt vzniká při tomto procesu při čištění odpadního louhu tálové mýdlo. Nechtěným vedlejším produktem jsou i thioly (merkaptany) způsobující (při nedokonalém systému cirkulace vzduchu u vařáku) charakteristický zápach v okolí sulfátových celulózek. V ČR se sulfátová buničina v současnosti vyrábí jen v papírnách ve Štětí.
5. Vyrobená buničina je následně vyprána od varných chemikálií
6. Dalším (ale nikoliv nezbytným) krokem je bělení buničiny. Při něm dochází k dalšímu odstranění ligninu, který způsobuje barvu buničiny. Původně se pro bělení používal chlór. Dnes je již nahrazen oxidem chloričitým, výjimečně i chlornanem sodným, ale i bezchlorovými variantami, jakými jsou kyslík, peroxid vodíku či ozón (často v kombinaci s hydroxidem sodným).
7. Protože vyrobená vlákna jsou obvykle příliš dlouhá, v dalším kroku se melou na rafinérech.
8. Hotová buničina se nakonec buď může usušit, či použít pro výrobu papíru.

## Historie
Použití dřeva na výrobu papíru je poměrně nová inovace. Počátkem 19. století plodinová vlákna jako lněná vlákna byla primárním materiálovým zdrojem, ale jejich nedostatek vedl k experimentování s jinými materiály. Kolem roku 1850 Němec Friedrich Gottlob Keller drtil dřevo mokrým drtičem za zisku dřevoviny. Další experimenty, které prováděl americký chemik C.B. Tilghman a švédský vynálezce C. F. Dahl, umožnily výrobu buničiny použitím chemikálií na oddělení vláken.

## Environmentální dopady
Hlavní environmentální dopady rozvlákňování dřeva zahrnují dopad na lesní zdroje a vznik odpadních produktů.
Když je papír bělen elementárním chlórem (ale zčásti i při bělení chlornanem), vznikají jako vedlejší produkty vysoce toxické sloučeniny, např. chlorované dioxiny a furany. V některých zemích jako např. Britská Kolumbie, vedly v roce 1992 vysoké koncentrace těchto látek k uzavření některých rybářských oblastí. Celosvětově pak vedly k zavedení ECF a TCF technologií. ECF (elementar chlorine free) technologie přestaly používat plynný chlór, zatímco dražší TCF (total chlorine free) technologie vypustily použití sloučenin chlóru plně.
Odpadní voda též může být velkým zdrojem znečištění pro vysoký obsah ligninu a jiných organických látek, které mohou sloužit jako potrava pro zooplankton, který pak následně nadměrně spotřebovává ve vodě rozpuštěný kyslík. Problém odpadních vod se však již začátkem 90. let 20. století úspěšně vyřešil zaokruhováním cyklů v celulózkách a regenerací varných louhů.